# Strangers in the Night (album d'UFO)
Pour les articles homonymes, voir Strangers in the Night et Strangers.
Albums de UFO
Obsession
(1978) No Place to Run
(1980)
Singles
1. Doctor, Doctor (Ep)
Sortie : janvier 1979
2. Shoot Shoot (Ep)
Sortie : mars 1979

Strangers in the Night, sous titré "A double live album", est un album double enregistré en public du groupe de hard rock anglais UFO. Il sortit en janvier 1979 sur le label Chrysalis Records et a étté produit par Ron Nevison.

## Historique
Cet album fut enregistré pendant l'automne 1978 pendant la tournée de promotion américaine de l'album Obsession. Il fut majoritairement enregistré à l'International Amphitheatre de Chicago et aux Louisville Gardens dans le Kentucky. Les deux titres bonus de la réédition 1999 seront enregistrés dans l'Ohio à Youngstown pour "Hot 'n' Ready" et à Cleveland pour "Cherry".
À la fin de cette tournée, Michael Schenker quitta UFO, la relation entre lui et Phil Mogg était devenue impossible. Celui-ci fera appel à un ami et ancien membre du groupe, Paul Chapman (il avait rejoint UFO en 1974 pour la tournée de promotion de l'album Phenomenon et avait remplacé Michael Schenker en 1977 lors de certains concerts où le guitariste allemand était absent) pour le remplacer et ce dernier en sera d'ailleurs remercié dans les notes de l'album. Michael Schenker sera mécontent du choix des prises, considérant que son jeu de guitare était trop mis en retrait.
Deux singles sortiront sous forme d'EP, Doctor Doctor (#35 UK) et Shoot Shoot (#48 UK).
Cet album fut un énorme succès pour le groupe en étant leur premier album à entrer dans le top 10 des charts britanniques, il y atteindra la 8e place en février 1979. Aux États-Unis il se classa à la 42e place du Billboard 200. Le guitariste américain, Slash, le compte parmi ses albums favoris. Les lecteurs du magazine britannique Classic Rock, le classeront à la deuxième place des meilleurs albums live de tous les temps, juste derrière le Live and Dangerous de Thin Lizzy.

## Liste des titres

### Version originale doubleLP1979
- Face 1

| No | Titre                | Auteur                       | Durée |
| -- | -------------------- | ---------------------------- | ----- |
| 1. | Natural Thing        | Phil Mogg / Michael Schenker | 3:59  |
| 2. | Out in the Street    | Mogg / Way                   | 5:09  |
| 3. | Only You Can Rock Me | Mogg / Schenker / Way        | 4:09  |
| 4. | Doctor Doctor        | Mogg / Schenker              | 4:45  |

- Face 2

| No | Titre        | Auteur                              | Durée |
| -- | ------------ | ----------------------------------- | ----- |
| 1. | Mother Mary  | Mogg / Andy Parker / Schenker / Way | 3:31  |
| 2. | This Kid's   | Mogg / Schenker                     | 4:49  |
| 3. | Love to Love | Mogg / Schenker                     | 8:34  |

- Face 3

| No | Titre       | Auteur                         | Durée |
| -- | ----------- | ------------------------------ | ----- |
| 1. | Lights Out  | Mogg / Parker / Schenker / Way | 5:17  |
| 2. | Rock Bottom | Mogg / Schenker                | 11:31 |

- Face 4

| No | Titre             | Auteur                         | Durée |
| -- | ----------------- | ------------------------------ | ----- |
| 1. | Too Hot to Handle | Mogg / Way                     | 4:35  |
| 2. | I'm a Loser       | Mogg / Schenker                | 4:01  |
| 3. | Let It Roll       | Mogg / Schenker                | 4:55  |
| 4. | Shoot Shoot       | Mogg / Parker / Schenker / Way | 4:14  |

### Réédition 1999
| No  | Titre                | Auteur                         | Durée |
| --- | -------------------- | ------------------------------ | ----- |
| 1.  | Hot 'n' Ready        | Mogg / Schenker / Way          | 3:26  |
| 2.  | Cherry               | Mogg / Way                     | 3:44  |
| 3.  | Let It Roll          | Mogg / Schenker                | 4:55  |
| 4.  | Love to Love         | Mogg / Schenker                | 7:58  |
| 5.  | Natural Thing        | Mogg / Schenker / Way          | 3:57  |
| 6.  | Out in the Street    | Mogg / Way                     | 5:07  |
| 7.  | Only You Can Rock Me | Mogg / Schenker / Way          | 4:08  |
| 8.  | Mother Mary          | Mogg / Parker / Schenker / Way | 3:25  |
| 9.  | This Kid's           | Mogg / Schenker                | 5:11  |
| 10. | Doctor Doctor        | Mogg / Schenker                | 4:42  |
| 11. | I'm a Loser          | Mogg / Schenker                | 4:13  |
| 12. | Lights Out           | Mogg / Parker / Schenker / Way | 5:09  |
| 13. | Rock Bottom          | Mogg / Schenker                | 11:22 |
| 14. | Too Hot to Handle    | Mogg / Schenker                | 4:26  |
| 15. | Shoot Shoot          | Mogg / Parker / Schenker / Way | 4:07  |

- "Hot 'n' Ready" et "Cherry" sont des titres bonus.

## Musiciens
- Phil Mogg: chant
- Andy Parker: batterie, percussions
- Pete Way: basse
- Michael Schenker: guitare solo et rythmique
- Paul Raymond: claviers, guitare rythmique, chœurs

## Charts & certification

### Album
Charts
| Pays                          | Durée du classement | Meilleur classement | Date           |
| ----------------------------- | ------------------- | ------------------- | -------------- |
| Canada (RPM)                  | 13 semaines         | 48e                 | 5 mai 197      |
| États-Unis (Billboard 200)    | 15 semaines         | 42e                 | 24 mars 1979   |
| Royaume-Uni (UK Albums Chart) | 11 semaines         | 7e                  | 4 février 1979 |

| Pays                          | Durée du classement | Meilleur classement | Date             |
| ----------------------------- | ------------------- | ------------------- | ---------------- |
| Allemagne (GfK Entertainment) | 1 semaines          | 69e                 | 27 novembre 2020 |
| Belgique (W) (Ultratop)       | 1 semaine           | 87e                 | 28 novembre 2020 |
| Écosse (Scottish Album Chart) | 2 semaines          | 32e                 | 27 novembre 2020 |
| Suisse (Schweizer Hitparade)  | 1 semaine           | 98e                 | 21 février 2021  |

Certification
| Pays        | Certification | Ventes   | Date         |
| ----------- | ------------- | -------- | ------------ |
| Royaume-Uni | Argent        | 60 000 + | 4 avril 1979 |

### Singles
| Single               | Chart              | Durée du classement | Position | Date            |
| -------------------- | ------------------ | ------------------- | -------- | --------------- |
| Doctor, Doctor(live) | (UK Singles Chart) | 6 semaines          | 35e      | 11 février 1979 |
| Shoot, Shoot(live)   | (UK Singles Chart) | 5 semaines          | 48e      | 8 avril 1979    |